# Larry Poromaa
Larry Håkan Poromaa, född 24 augusti 1963 i Jukkasjärvi församling, Norrbottens län, är en svensk längdskidåkare som efter sin skidkarriär varit vallachef, bland annat för de svenska och amerikanska längdskidlandslagen. De största framgångarna som längdskidåkare hade han i slutet av 1980-talet. 1986 var han rankad 12:a i världen. 1988 fick han Sixten Jernbergpriset. Som aktiv tävlade han för Hakkas GoIF, Strömnäs GIF och Piteå Elit.
Poromaa började som vallachef i det svenska landslaget 2003 där han stannade i fem år. Säsongen 2007/2008 var han vallachef för det amerikanska längdskidlandslaget. Säsongen 2008/2009 var han tillbaka i det svenska längdskidlandslaget. Poromaa var chef för vallateamet för svenskarna i längdskidåkning vid olympiska vinterspelen 2010 i Vancouver där Sverige vann tre guld. Poromaa har även varit vallare till Kristina Šmigun-Vähi.
Han är gift med förra landslagsskidåkaren Anette Poromaa (tidigare Fanqvist) och far till skidåkaren William Poromaa.